# 范沃特 (艾奥瓦州)
范沃特（英語：Van Wert）是一個位於美國愛荷華州第開特縣的城市。

## 地理
范沃特的座標為40°52′12″N 93°47′36″W / 40.87000°N 93.79333°W，而該地的平均海拔高度為354米（即1161英尺）。

## 人口
根據2010年美國人口普查的數據，范沃特的面積為0.88平方千米，當中陸地面積為0.85平方千米，而水域面積為0.03平方千米。當地共有人口230人，而人口密度為每平方千米261人。